# Angel's Friends - Tra sogno e realtà
Angel's Friends - Tra sogno e realtà è un film televisivo del 2011 diretto da Orlando Corradi. È tratto dalla serie animata italiana Angel's Friends.

## Trama
Il film si colloca al termine della prima stagione, dopo la sconfitta di Reìna.
Raf sta trascorrendo le vacanze estive a Angie Town e ogni notte è tormentata dallo stesso sogno: sta per sposare Sulfus, ma improvvisamente si alza un forte vento, la sua voglia emette un suono simile a quello di un campanellino e la fa svegliare. Le sue amiche Urié, Miki e Dolce la invitano a partecipare alla Summer School presso il Sunny College di Alpinville, promettendole che lì non incontrerà Sulfus. Durante il ballo in maschera per festeggiare l'inaugurazione dei corsi estivi, Raf conosce un affascinante Terreno: il vento, però, fa cadere la maschera a entrambi, e Raf scopre che il ragazzo appena conosciuto in realtà è proprio Sulfus. Prima di andarsene, la Angel gli fa credere di averlo dimenticato e di essersi innamorata di un altro. Intanto, i Terreni vengono incaricati di rimettere a nuovo il Teatro dei Principi e di organizzarvi uno spettacolo: Romeo e Giulietta di William Shakespeare.
Il ruolo della protagonista viene assegnato a Ginevra, mentre Andrea non sa se accettare quello di Romeo. Il ragazzo, tentato da Sulfus, rifiuta la parte ed Edoardo lo sostituisce, sperando di avere l'occasione di conquistare Ginevra. Mentre i ragazzi discutono dello spettacolo in teatro, vengono attaccati da un gruppo di tarantole, inviate da una figura incappucciata per scacciarli dal teatro. L'intervento delle Angel e dei Devil risolve la situazione. I Terreni decidono poi di trascorrere la notte in teatro per stanare il fantasma che si dice lo abbia fatto chiudere: in realtà è un'invenzione di Edoardo, deciso a dimostrare a Ginevra che Andrea è un codardo. La ragazza viene rapita e i Sempiterni decidono di salvarla. Giungono così in una grotta situata sotto il teatro, in fondo alla quale si trova un portone chiuso da una catena, dal quale proviene un forte vento. Angel e Devil combattono contro la figura incappucciata, che si rivela essere Tyco, l'Angel che per primo compì il sacrilegio, baciando la sua rivale Devil Sai. Tyco racconta al gruppo che oltre il portone si trova il Sentiero delle Metamorfosi, nel quale spira il Sospiro degli Inganni o Vento delle Metamorfosi: una volta giunti alla fine del Sentiero, dopo aver superato molteplici prove, Angel e Devil diventano Terreni.
Lui e Sai sono stati i primi ad arrivare in fondo al sentiero, ma hanno fallito e Tyco è stato costretto a tornare indietro senza di lei, condannato a trascorrere una vita infelice. È stato lui a chiudere il portone, per evitare che altri patissero le sue stesse sofferenze, e ha fatto anche chiudere il Teatro dei Principi perché Romeo e Giulietta gli ricordava la sua storia. Ora il portone sta per spalancarsi e il vento, trattenuto per secoli, spazzerà via ogni cosa; inoltre, la chiave che permetterebbe di aprirlo prima che si scateni la forza del vento è andata distrutta nel combattimento con Angel e Devil. Raf e Sulfus decidono di restare e di provare a fermare il vento, mentre gli altri portano in salvo Ginevra, priva di sensi, e gli altri Terreni. La Angel confessa a Sulfus che non è innamorata di un altro e, grazie alle lacrime del Devil, ripara la chiave del portone. Utilizzando il Body Fly, Sulfus apre lentamente il portale, riuscendo così a far diminuire la forza del vento. Tyco torna da Sai, mentre, il giorno dopo, i Terreni devono rappresentare lo spettacolo: purtroppo, Ginevra ed Edoardo non si sentono bene e, all'ultimo momento, i ruoli dei protagonisti vengono assegnati a Raf e Sulfus. Mentre si alza il sipario, la Angel e il Devil concludono che, una volta tornati alla Golden School per il nuovo anno scolastico, decideranno cosa fare per quanto riguarda il loro futuro insieme.

## Personaggi del film
Oltre a Raf, Urié, Dolce, Miki, Sulfus, Kabalé, Cabiria, Gas, Tyco e i loro Terreni, già presenti nella serie regolare, compaiono i professori del Sunny College, Terence e Scarlett, mentre i professori della Golden School, Arkhan e Temptel, non appaiono nel film.

## Doppiaggio
Come per la serie regolare, il doppiaggio è curato da Merak Film, con la direzione di Graziano Galoforo e i dialoghi italiani di Oliviero Corbetta. I doppiatori dei personaggi principali sono gli stessi e al cast si aggiungono le voci di Lorenzo Scattorin (Terence) e Cristiana Rossi (Scarlett).

## Distribuzione
Il film è stato trasmesso per la prima volta in Italia il 23 aprile 2011 su Italia 1. In seguito è stato replicato anche su Boing. Nel 2011, è stato anche trasmesso in Francia su TéléTOON+ con il titolo Angel's Friends - L'école du soleil. Il 14 aprile 2012, è arrivato in Russia, sul canale Multimania.
La sigla in versione Inglese è interpretata da Gisella Cozzo.